# Wertung

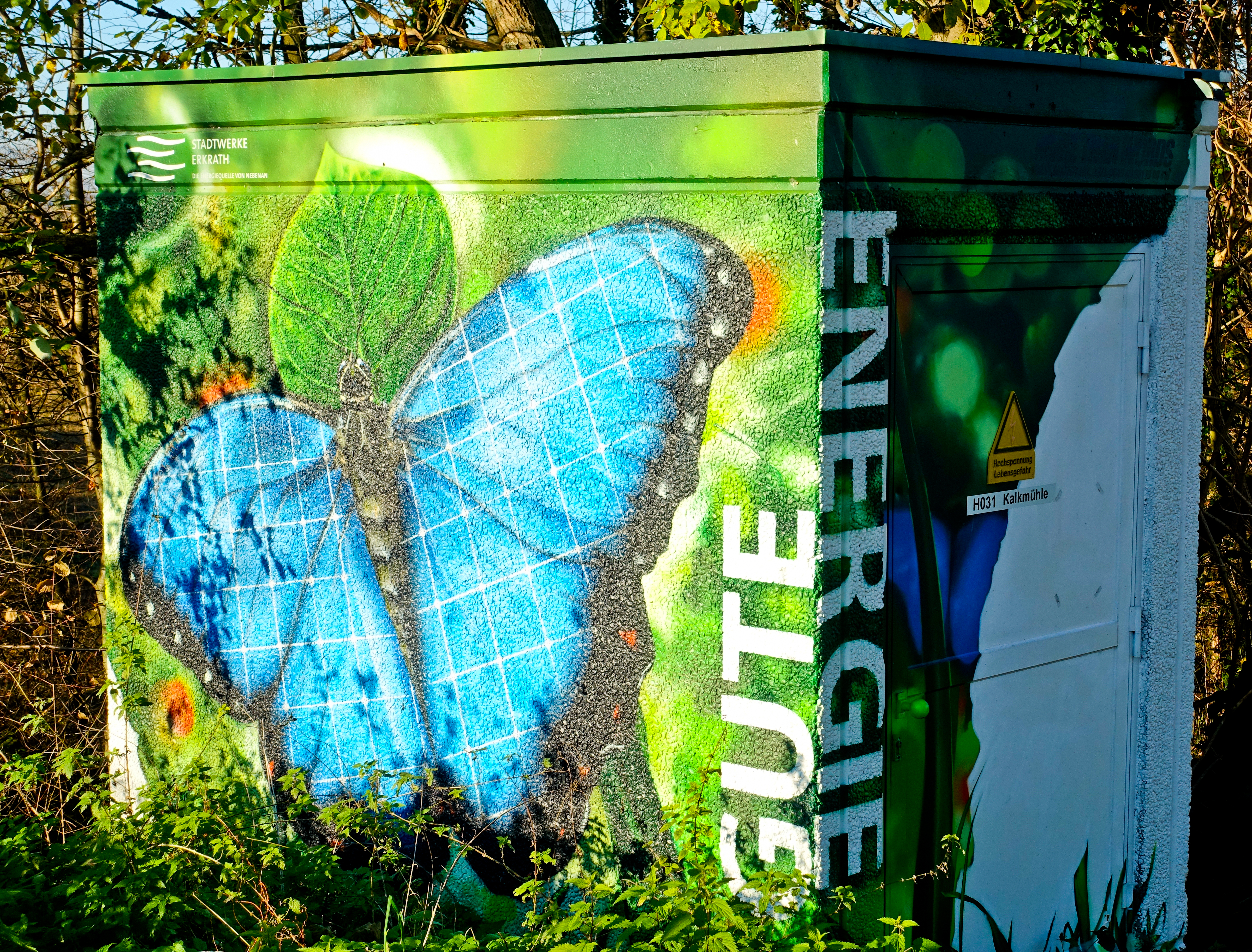
„Gute Energie“ ist eine typisch subjektive Wertung, die sich auf die weniger umweltschädlichen erneuerbare Energieformen bezieht (Gemälde auf einem Stromverteilerkasten in Erkrath)

Unter Wertung bzw. Bewerten versteht man Überlegungen und Feststellungen, wieweit ein Vorgang oder Sachverhalt, eine Eigenschaft von Objekten bzw. Personen oder eine Idee mit damit verknüpfbaren Wertvorstellungen übereinstimmt. Wertungen können je nach Situation, gesellschaftlichem Umfeld und beteiligten Personen stark voneinander abweichen.
Eine Alternative zur Wertung ist die wertfreie Beschreibung. Z. B. gibt es in der Wissenschaft neben normativen auch deskriptive Ansätze / Theorien; siehe Phänomenologie (Methodik).
Wertungen können basieren
- auf bindenden Vereinbarungen (etwa im Rechtswesen)  und/oder
- auf mehrheitlich akzeptierten Vorstellungen, z. B. im Naturrecht
- auf eigenen (praktischen) Erfahrungen oder auf Gelerntem (Erziehung, Überlieferung / Tradition)
- auf individuellen oder gesellschaftlichen Idealen
- auf elementaren biologisch fundierten Einstellungen.

Religionsgemeinschaften haben einen Wertekanon; er basiert u. a. auf Schriften wie Bibel oder Koran bzw. auf deren Auslegung (Exegese).
Manche Beurteilungen  basieren auf Messungen, beispielsweise in vielen Bereichen der Technik oder im Sport. Hier können subjektive Werturteile und Interpretationen in ein annähernd objektives Bild des Geschehens münden.

## Technik und Sport
Bewertungen im technischen Bereich (Materialien, Geräte, Methoden) erfolgen überwiegend auf Basis von Messungen oder auf einer Beurteilung nach Normen bzw. mit speziellen Prüfmitteln. Zu allgemeinen Qualitäts-Kriterien treten Eigenschaften wie Zuverlässigkeit und Genauigkeit, bei Materialien und Bauten die Bruchfestigkeit, Gefahrlosigkeit und verschiedene Aspekte der Haltbarkeit, bei Geräten vielfach die gute Benützbarkeit und ansprechendes Design, bei Messgeräten neben der Präzision auch Eigenschaften wie Verlässlichkeit, Temperaturbeständigkeit und Eichung.
Im Leistungssport basieren Wertungen überwiegend auf
- exakter Zeitmessung -- z. B. bei Laufdisziplinen, Radrennen oder Schwimmen
- auf Distanzmessungen -- z. B. Sprungbewerbe oder Kugelstoße
- oder auf Zählungen (Tore/Netzwürfe im Fußball/Basketball, Fehler im Tennis usw.)

Weniger objektiv sind Bewertungen in Disziplinen, wo Stil, Schönheit oder Fairness eine große Rolle spielen -- etwa bei Tanzbewerben, Kunsteislauf oder im Boxen.

## Kulturgeschichte und Wissenschaften
Im Laufe der Kulturgeschichte sind Wertentscheidungen oft zu einem konstitutiven Element der Kultur geworden, insbesondere wenn sie innerhalb eines größeren Sozialsystems Sinnzuschreibungen festlegen. Umgekehrt besteht eine gesellschaftliche Kultur auch darin, Bewertungsmaßstäbe weiterzugeben oder der Zeit anzupassen, wie es etwa im Bereich der Menschenrechte, der Verhaltensweisen im Alltag oder der Bräuche erfolgt.
Zu den Wissenschaften, welche die Grundlagen von Bewertungen erarbeiten oder erforschen, gehören u. a.
- Philosophie und Metaethik (siehe auch Das Gute, Das Schöne)
- Moraltheologie und Pädagogik,
- Sozialwissenschaften und Differentielle Psychologie
- technische Wissenschaften
- Rechtswesen und Politikwissenschaften.

Normung und Standardisierung hängen von vielen Faktoren ab; bei ihnen können z. B. ökonomische Interessen und Patentfragen eine Rolle spielen.

## Philosophie und Psychologie
Nach R.Eisler (Wörterbuch der philosophischen Begriffe) besteht die Setzung des Wertens (Schätzens) [...] in der gefühlsmäßig-unmittelbaren oder urteilenden (beurteilenden) Beziehung eines Objects auf ein (wirkliches oder mögliches, einzelnes oder allgemeines) Wollen, Bedürfen, Zwecksetzen. Die Definition bezieht auch die Brauchbarkeit für einen zwecksetzenden Willen und das Bedürfnis des Beurteilers nach dem zu bewertenden Gegenstand ein.

Neben diesen subjektiven Bewertungsmaßstäben nennt Eisler auch allgemein-objective (allgemeingültige, anerkannte) Werte, die es für jedes gleichorganisierte Wesen sind oder sein sollen. Er unterscheidet ferner eingebildete und echte, wahre Werte sowie Eigen- und Fremdwert. Als Wertfundament bezeichnet er dasjenige, um dessentwillen etwas gewertet wird. Hinter dem Werturteil können wirtschaftliche, ethische, ästhetische und andere Werte stehen. Art und Intensität des Wertens unterlägen einem geschichtlichen Wandel und seien causale Factoren der Culturentwicklung. Etwas als unwert Erkanntes habe negativen Wert, nicht bloß einen Wertmangel.

### Weitere Forschungsbeiträge
Gefühlsmäßige Wertungen wurden von Wilhelm Wundt (1832–1920) als unterschiedliche Zustandsgefühle, nämlich als angenehme oder unangenehme Gefühle beschrieben, eben als Lust- oder Unlustghefühle. Diese Ambivalenzen werden auch heute weiterhin als gegensätzlich wertende, elementare und archaische Grundgefühle im Sinne des Annehmens oder Zurückweisens bestätigt.